# Luiz Felipe Silveira Difini
Luiz Felipe Silveira Difini (Porto Alegre) é um desembargador brasileiro. Foi presidente do Tribunal de Justiça do Estado do Rio Grande do Sul.

## Biografia
Difini graduou-se em direito pela Faculdade de Direito da Universidade Federal do Rio Grande do Sul em 1980. Posteriormente, concluiu um mestrado em Direito e um doutorado em Direito do Estado pela mesma instituição.
Em 1982, começou a trabalhar como procurador da Fazenda Nacional. Em 1986, ingressou na magistratura, jurisdicionando, ao longo de sua carreira, nas comarcas de Viamão, Santo Antônio das Missões, Três de Maio e Soledade.
Entre 1982 e 1987, foi professor da UNISINOS. Desde 1987, leciona na UFRGS.
Foi presidente da AJURIS de 2000 a 2001. Entre 2009 a 2011, presidiu o TRE-RS. Em 2014, tornou-se o vice-presidente do TJ-RS, ascendendo à presidência do tribunal em fevereiro de 2016.